# مقاطعة لابورت (إنديانا)
مقاطعة لابورت (بالإنجليزية: LaPorte County, Indiana)‏ هي إحدى مقاطعات ولاية إنديانا في الولايات المتحدة. تأسست سنة 1832، بلغ عدد سكانها 111467 نسمة في عام 2010 حسب إحصاء مكتب تعداد الولايات المتحدة .

## أعلام
- كارتر ماني

## وصلات خارجية
- www.LaPorteCounty.org
- United States Counties